# Trichoniscus zangherii
Trichoniscus zangherii är en kräftdjursart som beskrevs av Arcangeli 1953. Trichoniscus zangherii ingår i släktet Trichoniscus och familjen Trichoniscidae. Inga underarter finns listade i Catalogue of Life.